# Diocesi di Antandro
La diocesi di Antandro (in latino Dioecesis Antandrina) è una sede soppressa del patriarcato di Costantinopoli e una sede titolare della Chiesa cattolica.

## Storia
Antandro, nei pressi di Derveni nell'odierna Turchia, è un'antica sede episcopale della provincia romana di Asia nella diocesi civile omonima. Faceva parte del patriarcato di Costantinopoli ed era suffraganea dell'arcidiocesi di Efeso.
La diocesi è documentata nelle Notitiae Episcopatuum del patriarcato di Costantinopoli fino al XII secolo.
Diversi sono i vescovi noti di questa antica sede episcopale. Areziano non fu presente al concilio di Calcedonia del 451, ma nell'ultima sessione fu rappresentato dal suo metropolita, Stefano di Efeso. Nel 458/459 Acacio sottoscrisse il decreto di Gennadio I di Costantinopoli contro i simoniaci.
Zosimo, benché il suo nome non figuri nelle liste di presenza al sinodo tenuto dal patriarca Mena di Costantinopoli nel 536, ne sottoscrisse in due occasioni i decreti; inoltre, lo stesso Zosimo partecipò anche al concilio di Costantinopoli del 553. Mariano fu tra i padri conciliari del secondo concilio niceno nel 787. Costantino assistette al concilio di Costantinopoli dell'879-880 che riabilitò il patriarca Fozio di Costantinopoli.
Un anonimo vescovo di Antandro partecipò al concilio riunito a Costantinopoli nel 1166 dal patriarca Luca Crisoberge; probabilmente si tratta di Giovanni, che l'anno seguente prese parte al sinodo celebrato a Efeso dal metropolita Nicola per confermare le decisioni dell'anno precedente. A un altro sinodo efesino nel 1230 fu presente il vescovo Teodosio, ultimo prelato noto di Antandro. La diocesi scomparve quando la regione fu occupata dai Turchi selgiuchidi (fine del XIII secolo).
Dal 1933 Antandro è annoverata tra le sedi vescovili titolari della Chiesa cattolica; la sede è vacante dal 30 dicembre 1966.

## Cronotassi

### Vescovi greci
- Areziano † (menzionato nel 451)
- Acacio † (menzionato nel 458/459)
- Zosimo † (prima del 536 - dopo il 553)
- Mariano † (menzionato nel 787)
- Costantino † (menzionato nell'879)
- Anonimo † (menzionato nel 1166)
- Giovanni † (menzionato nel 1167)
- Teodosio † (menzionato nel 1230)

### Vescovi titolari
- Georg Weig, S.V.D. † (15 giugno 1928 - 3 ottobre 1941 deceduto)[8]
- Jean Claudel, C.SS.R. † (14 luglio 1943 - 12 dicembre 1955 deceduto)[9]
- Léon-Arthur-Auguste Elchinger † (26 ottobre 1957 - 30 dicembre 1966 succeduto vescovo di Strasburgo)[10]